# Asamblea General de las Naciones Unidas
La Asamblea General de las Naciones Unidas (AGNU) es el órgano principal de la Organización de las Naciones Unidas (ONU). En ella están representados todos los Estados miembros, cada uno con votaciones sobre cuestiones importantes, tales como la de paz y seguridad, ingreso de nuevos miembros y cuestiones presupuestarias. 
Es uno de los seis principales órganos de las Naciones Unidas y la única en la que todos los países miembros tienen igual representación. Entre sus poderes se encuentran la supervisión del presupuesto de las Naciones Unidas, el nombramiento de los miembros no permanentes al Consejo de Seguridad, la recepción de informes de otros órganos de la ONU y la realización de recomendaciones en forma de resolución de la Asamblea general de las Naciones Unidas.
En la agenda están contadas sesiones plenarias ordinarias de la Asamblea General, que en los últimos años han sido inicialmente programados para celebrarse en el transcurso de sólo tres meses; sin embargo, las cargas de trabajo adicionales han extendido estas sesiones para durar a través de justo antes de la siguiente sesión. Las porciones rutinariamente programadas de las sesiones se programan normalmente para comenzar "el martes de la tercera semana de septiembre, contando desde la primera semana en que haya al menos un día de trabajo", según las Reglas de Procedimiento de la ONU. El último dos de estas sesiones regulares estaban programados rutinariamente al recreo exactamente tres meses más tarde a principios de diciembre, pero se reanudaron en enero y extenderse hasta justo antes del comienzo de las siguientes sesiones.

## Historia

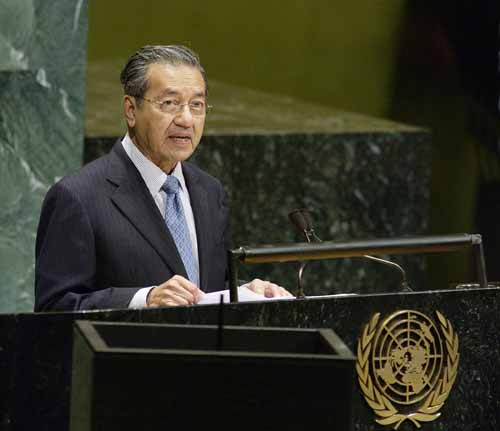
Primer ministro de Malasia Mahathir Mohamad dando un discurso ante la Asamblea General de las Naciones Unidas, el 25 de septiembre de 2003, un mes antes de su retiro.

La primera sesión de la Asamblea General de la ONU se convocó el 10 de enero de 1946 en el Methodist Central Hall de Londres e incluyó a representantes de 51 naciones. Las siguientes sesiones anuales se llevaron a cabo en diferentes ciudades: la segunda sesión en la ciudad de Nueva York y la tercera en París. Se trasladó a la Sede permanente de las Naciones Unidas en la ciudad de Nueva York al comienzo de su séptimo período ordinario de sesiones, el 14 de octubre de 1952. En diciembre de 1988, para escuchar a Yasser Arafat, la Asamblea General organizó su 29º período de sesiones en el Palacio de las Naciones en Ginebra, Suiza.
Hasta 2020 sólo cuatro mujeres han presidido la Asamblea General de Naciones Unidas. La primera fue la india Vijaya Lakshmi Pandit (15 de septiembre de 1953 - 21 de septiembre de 1954), la segunda Angie Brooks de Liberia (1969-1970), la tercera Haya Rashed al Khalifa de Baréin en 2006 y la cuarta María Fernanda Espinosa, de Ecuador, en 2016.

## Estados miembros

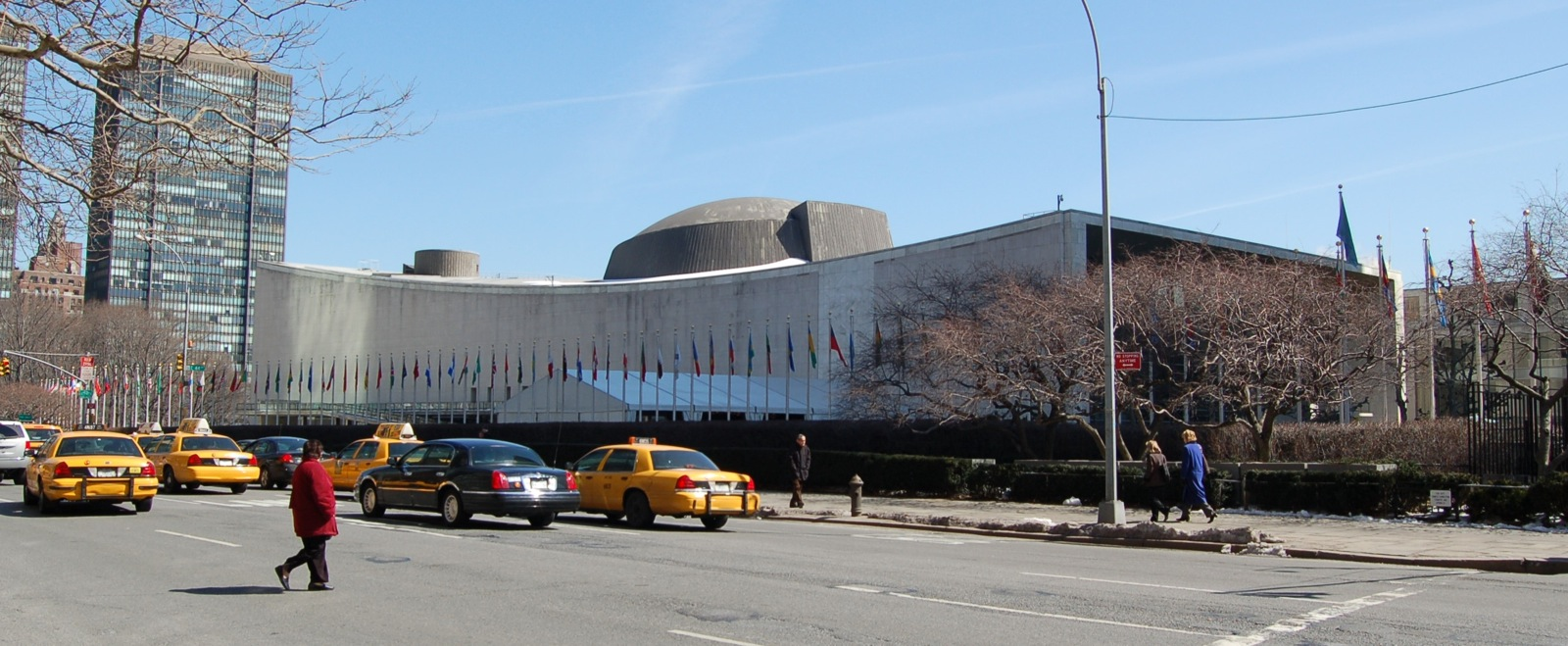
Vista exterior del edificio de la Asamblea General de las Naciones Unidas.

Los 193 Estados miembros de las Naciones Unidas componen los integrantes de la Asamblea General, con la adición de la Santa Sede y Palestina como Estados no miembros. Además, la Asamblea General puede otorgar a una organización o entidad internacional la posición de observador permanente, como por ejemplo la Unión Europea como entidad supranacional con estatus de "súper observador". Estos miembros funcionan con varias limitaciones.

## Objetivos
- Considerar los principios de la cooperación en el mantenimiento de la paz y la seguridad internacionales.

- Discutir toda cuestión relativa a la paz y la seguridad internacionales y, salvo en casos en que el Consejo de Seguridad esté examinando una controversia o situación, hacer recomendaciones al respecto. (Artículo 12)

- Promover estudios y hacer recomendaciones para fomentar la cooperación política internacional, impulsar el derecho internacional y su codificación, ayudar a hacer efectivos los derechos humanos y las libertades fundamentales de todos y fomentar la cooperación internacional en materias de carácter económico, social, cultural, educativo y sanitario;

- Recomendar medidas para el arreglo pacífico de cualquier situación, sea cual fuere su origen, que pueda perjudicar las relaciones amistosas entre naciones;

- Recibir y considerar los informes del Consejo de Seguridad y de los demás órganos de las Naciones Unidas;

- Examinar y aprobar el presupuesto de las Naciones Unidas y fijar las cuotas de los Miembros;

- Elegir a los miembros no permanentes del Consejo de Seguridad, los miembros del Consejo Económico y Social y los del Consejo de Administración Fiduciaria que sean de elección; elegir, con el Consejo de Seguridad, a los magistrados de la Corte Internacional de Justicia y, por recomendación del Consejo de Seguridad, nombra al secretario general.

- De conformidad con la resolución Unión Pro Paz, adoptada por la Asamblea General en noviembre de 1950, la Asamblea puede tomar medidas si el Consejo de Seguridad, por falta de unanimidad entre sus miembros permanentes, no las toma en un caso en que parece haber amenaza a la paz, quebrantamiento de la paz o acto de agresión. La Asamblea está facultada para considerar el asunto inmediatamente a fin de recomendar a los Miembros la adopción de medidas colectivas, inclusive, en casos de quebrantamiento de la paz o de acto de agresión, el empleo de la fuerza armada si fuera necesario para mantener o restablecer la paz y la seguridad internacionales.

## Organigrama

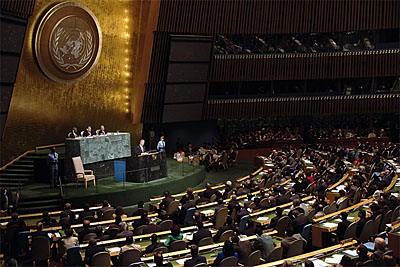
La Asamblea General durante un periodo de sesión plenaria.

La asamblea siempre tiene previsto un máximo de siete meses de antelación para la publicación de los temas de importancia en las sesiones de manera provisional, pero este se obtiene de forma definitiva 60 días antes de cada sesión. Una vez en el tiempo de sesión plenaria, cada comité expone los documentos e informes, cuando ya son mostrados estos se someten a votación por los Estados miembros para su aprobación.
En los últimos años, las sesiones plenarias han sido programadas cada tres meses, pero de hecho el exceso de trabajo emergente provoca unos recesos breves por cada sesión. Cada temporada rutinaria, se programa para que comience el martes de la tercera semana de septiembre, para contar con la primera semana de trabajo según las normas de procedimiento de la ONU. Las sesiones suelen ser muy intervenidas por la razón del número de Estados miembros solicitantes, por ello los temas de prioridad pasan a las seis comisiones principales hasta el final de su periodo a mediados de diciembre. 
Las comisiones principales se organizan de la siguiente manera:
- Primera Comisión: Desarme y Seguridad Internacional (DISEC)
- Segunda comisión: Asuntos económicos y financieros. (ECOSOC)
- Tercera comisión: Asuntos sociales, humanitarios y culturales. (SOCHUM)
- Cuarta comisión: Política especial y de descolonización. (SPECPOL)
- Quinta comisión: Asuntos administrativos y presupuestarios.
- Sexta comisión: Jurídica.

### Sesiones extraordinarias
Al final de la temporada de sesiones plenarias, los Estados miembros pueden reunirse de nuevo en una sesión extraordinaria, para ello deberán de estar de acuerdo todas las partes y que el Consejo de Seguridad lo requiera como necesario.